# Christophore d'Alexandrie
Christophore d'Alexandrie est un  patriarche melkite d'Alexandrie  de 817 à 848.

## Contexte
Selon L'Art de vérifier les dates, peu après son élection il devient paralysé ce qui le contraint à désigner un évêque nommé Pierre ou Petros comme coadjuteur pour assurer ses fonctions. Il participe néanmoins  au Synode de Jérusalem de 836 contre l'iconoclasme.